# Oligolophus tienmushanensis
Oligolophus tienmushanensis is een hooiwagen uit de familie echte hooiwagens (Phalangiidae).